# Anerood Jugnauth

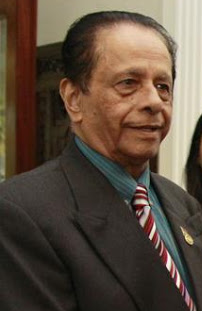
Anerood Jugnauth (2013)

Sir Anerood Jugnauth (Devanagari: अनिरुद्घ जगन्नाथ, Aniruddh Jagannāth; * 29. März 1930 in Vacoas-Phoenix; † 3. Juni 2021) war Präsident, dreimal Premierminister sowie  Innenminister von Mauritius. Ab Januar 2017 war er Verteidigungsminister. Er gehörte der indischstämmigen Bevölkerungsmehrheit des Inselstaates an.

## Leben
Sir Anerood nahm in den 1960er Jahren eine aktive Rolle in den Verhandlungen über die Unabhängigkeit Mauritius ein. Er war von 1982 bis 1995, als er abgewählt wurde, Premierminister. Als Führer der Militant Socialist Movement wurde er 2000 wieder Premierminister. 2003 übernahm er das Amt des Präsidenten von Mauritius, seine Amtszeit endete 2012. Von 2014 bis 2017 war er in seiner dritten Amtszeit Premierminister des Landes, nach seinem Rücktritt folgte ihm sein Sohn Pravind Jugnauth, in dessen Kabinett er das Amt des Verteidigungsministers innehatte.
Anerood Jugnauth verstarb am 3. Juni 2021.